# Gran Premio Industrie del Marmo
Il Gran Premio internazionale under 23 Industrie del Marmo è una corsa in linea maschile under 23 di ciclismo su strada che si disputa dal 1988 a Carrara, in Italia. La corsa ciclistica viene svolta di solito nel periodo primaverile ad aprile o maggio. Dal 2005 il G.P. fa parte del calendario dell'UCI Europe Tour come evento di classe 1.2. Secondo il regolamento possono prendervi parte squadre con licenza Professional Continental italiana, Continental, squadre nazionale e regionali o club. Le squadre UCI World Tour non vi possono invece partecipare. La gara è riservata a squadre composte da un massimo di 6 corridori e un minimo di 4.

## Storia
Il Gran Premio, uno dei pochi eventi ciclistici internazionali che si svolgono in Toscana, è organizzato fin dalla prima edizione nel 1988 dall'Associazione sportiva dilettantistica Fausto Coppi di Carrara, fondata da Giorgio Borghini. Nel corso degli anni la A.s.d. Coppi e il suo consiglio direttivo hanno cercato di mantenere sempre alto il livello della corsa, coinvolgendo importanti squadre ed essendo allo stesso tempo, vista la natura di gara under 23, anche un ottimo trampolino di lancio per ciclisti e tecnici emergenti, ricevendo sempre ottimi riscontri di pubblico e commenti positivi degli addetti ai lavori. Le edizioni 2020 e 2021 non si sono disputate per il rispetto delle normative pandemiche sul Covid.
Al Gran Premio Industrie del Marmo hanno partecipato in passato alcuni nomi divenuti poi professionisti importanti del panorama ciclistico nazionale ed internazionale, come ad esempio Vincenzo Nibali, due volte vincitore del Giro d'Italia, un Tour de France e una Vuelta, e Gianluca Bortolami campione del mondo 1994 e vincitore del Giro delle Fiandre 2001. Tra gli italiani anche Matteo Trentin, secondo nell'edizione 2011 e poi professionista nelle grandi classiche con numerose vittorie di tappa, oltre che vice campione del mondo 2019. Tra i corridori stranieri che in passato hanno preso parte al Gran Premio, da segnalare la partecipazione dell'australiano Caleb Ewan, terzo classificato nell'edizione 2013 e con all'attivo vittorie di tappa a Giro, Tour e Vuelta.

## Percorso
Il tracciato del G.P. Industrie del Marmo è di circa 180 chilometri e come facilmente intuibile, si snoda tradizionalmente lungo l'eterogeneo territorio carrarese, toccando sia la zona pianeggiante e costiera di Marina di Carrara, che le salite impervie delle Alpi Apuane, intorno all'affascinate scenario delle cave di marmo. Un percorso con grande varietà paesaggistica che da sempre è il fiore all'occhiello della corsa.
Partendo dunque da Marina di Carrara, oggi importante porto mercantile, il tracciato si sviluppa sul piano tra viale Colombo e viale Galilei, percorrendo per un breve tratto l'Aurelia per immettersi poi nel viale XX Settembre, in leggera salita verso la città di Carrara. Si sale quindi lungo le 'vie del marmo', in direzione Alpi Apuane, fino ad entrare nel cuore vivo della montagna e abbracciare i piccoli paesi a monte di Torano, Miseglia, Codena e Bedizzano, per poi riscendere verso la costa in direzione Marina di Carrara.

## Albo d'oro
Aggiornato all'edizione 2025.
| Anno    | Vincitore                             | Secondo                               | Terzo                                 |
| ------- | ------------------------------------- | ------------------------------------- | ------------------------------------- |
| 1988    | Davide Perona                         |                                       |                                       |
| 1989    | Giuseppe Geraci                       |                                       |                                       |
| 1990    | Massimo Donati                        |                                       |                                       |
| 1991    | Sergio Barbero                        |                                       |                                       |
| 1992    | Simone Biasci                         |                                       |                                       |
| 1993    | Alessandro Baronti                    |                                       |                                       |
| 1994    | Andrea Vatteroni                      |                                       |                                       |
| 1995    | Roberto Giucolosi                     |                                       |                                       |
| 1996    | Gabriele Balducci                     |                                       |                                       |
| 1997    | Oscar Cavagnis                        |                                       |                                       |
| 1998    | Maurizio Bachini                      |                                       |                                       |
| 1999    | Thomas Leaper                         |                                       |                                       |
| 2000    | Simone Cadamuro                       |                                       |                                       |
| 2001    | Nicola Pavone                         |                                       |                                       |
| 2002    | Ezio Casagrande                       | Daniel Okrucinski                     | Luigi Giambelli                       |
| 2003    | Cristian Tosoni                       | Denys Kostjuk                         | Roman Luhovyj                         |
| 2004    | Matej Mugerli                         | Juan Pablo Magallanes                 | Wojciech Dybel                        |
| 2005    | Alessio Signego                       | Nicola Del Puppo                      | Michał Gołaś                          |
| 2006    | Devid Garbelli                        | Gianluca Coletta                      | Vytal' Kondrut                        |
| 2007    | Anton Rešetnikov                      | Gene Bates                            | Vincenzo Garofalo                     |
| 2008    | Simone Stortoni                       | Emanuele Vona                         | Cameron Meyer                         |
| 2009    | Carlos Manarelli                      | Enrico Magazzini                      | Matej Stare                           |
| 2010    | Tomas Alberio                         | Rafael Andriato                       | Luke Rowe                             |
| 2011    | Rafael Andriato                       | Matteo Trentin                        | Michele Simoni                        |
| 2012    | Thomas Fiumana                        | Kristian Sbaragli                     | Matteo Busato                         |
| 2013    | Luca Benedetti                        | Thomas Fiumana                        | Caleb Ewan                            |
| 2014    | Matej Mugerli                         | Martin Weiss                          | Sergej Šilov                          |
| 2015    | Gian Marco Di Francesco               | Gennaro Giustino                      | Davide Martinelli                     |
| 2016    | Damiano Cima                          | Seid Lizde                            | Niko Colonna                          |
| 2017    | Michael Storer                        | Lucas Hamilton                        | Matic Grošelj                         |
| 2018    | Gregorio Ferri                        | Matteo Sobrero                        | Christian Scaroni                     |
| 2019    | Patrick Gamper                        | El Mehdi Chokri                       | Paolo Baccio                          |
| 2020-21 | annullato per la Pandemia di COVID-19 | annullato per la Pandemia di COVID-19 | annullato per la Pandemia di COVID-19 |
| 2022    | Alessio Martinelli                    | Francesco Busatto                     | Pirmin Benz                           |
| 2023    | Christian Bagatin                     | Marco Schrettl                        | Simone Griggion                       |
| 2024    | Tommaso Dati                          | Manuel Oioli                          | Filippo Turconi                       |
| 2025    | Ilya Savekin                          | Federico Biagini                      | Alessio Menghini                      |